# Зеленоградський напівмарафон
Зеленоградський напівмарафон (рос. Зеленоградский полумарафон) — міжнародне легкоатлетичне змагання з бігу на дистанції 21,097 м, яке проводиться в Зеленограді, Російська Федерація щорічно з 1997 р. Є одним з найбільш масових пробігів Росії. За результатами 2003 р. напівмарафон був другим по кількості учасників.
З 2007 р.входить до Асоціації міжнародних марафонів та пробігів (AIMS).
Рекорди траси Зеленоградського напівмарафону:
- у чоловіків 1:03.50 (Александр Васильєв, 2004 р.)
- у жінок 1:10.23 (Лідія Василевска, 2000 р.)

Пробіг започаткований за ініціативою спортивного журналіста, редактора журналу «Бег и мы» Б. М. Прокоп'єва.